# بروس بلير
بروس بلير (27 ديسمبر 1957 بدنيدن في نيوزيلندا - ) (بالإنجليزية: Bruce Blair)‏ هو لاعب كريكت نيوزلندي. شارك مع منتخب نيوزيلندا الوطني للكريكت. أما مع النوادي، فقد لعب مع فريق أوتاغو للكريكت ‏.